# Omri Gandelman
Omri Gandelman (Hebreeuws: עמרי גנדלמן ook gespeld als עומרי גאנדלמן) (Hod Hasjaron, 16 mei 2000) is een Israëlische voetballer die als middenvelder speelt voor KAA Gent en het Israëlische nationale team .

## Jeugd
Gandelman is geboren in Hod Hasjaron in Israël, in een familie van Asjkenazische joodse afkomst. Hij groeide op in een sportieve familie aangezien zijn vader voormalig basketballer Shmuel Gandelman is. Die was dan weer de kleinzoon van Rami Gandelman, een voormalig basketbalmanager en sportpersoonlijkheid in Jeruzalem.

## Clubcarrière
Gandelman is een jeugdproduct van de Israëlische clubs Hapoel Hod HaSharon, Maccabi Petah Tikva en Hapoel Ra'anana. In 2018 werd hij gescout door de Duitse club Wehen Wiesbaden waar hij een proefperiode mocht doorlopen. Hij had een voorovereenkomst getekend bij Arsenal FC maar keerde naar Israël terug voor zijn verplichte militaire dienst. Uiteindelijk maakte hij zijn profdebuut bij Maccabi Netanya in een 3 - 1 overwinning in de Israëlische Premier League tegen Ironi Kiryat Shmona op 2 juni 2020.

### KAA Gent
Op 18 augustus 2023 tekende hij een contract van 4 jaar bij KAA Gent. Hij is een van de vele Israëlische voetballers die bij KAA Gent zijn gepasseerd zoals Rami Gershon, Yonas Malede, Shlomi Arbeitman, Ofir Davidadza, Lior Ibrum. Op 17 maart 2024 scoort Omri 4 goals in een match tegen RSC Charleroi. Hij is na Gift Orban de tweede speler van KAA Gent die het in de 21ste eeuw lukt om 4 goals in 1 match te scoren. 

## Clubstatistieken
| Seizoen | Club            | Land            | Competitie      | Competitie | Competitie | Beker | Beker | Internationaal | Internationaal | Totaal | Totaal |
| Seizoen | Club            | Land            | Competitie      | Wed.       | Dlp.       | Wed.  | Dlp.  | Wed.           | Dlp.           | Wed.   | Dlp.   |
| ------- | --------------- | --------------- | --------------- | ---------- | ---------- | ----- | ----- | -------------- | -------------- | ------ | ------ |
| 2019/20 | Maccabi Netanja | Vlag van Israël | Ligat Ha'Al     | 6          | 0          | 0     | 0     | —              | —              | 6      | 0      |
| 2020/21 | Maccabi Netanja | Vlag van Israël | Ligat Ha'Al     | 32         | 1          | 2     | 0     | —              | —              | 34     | 1      |
| 2021/22 | Maccabi Netanja | Vlag van Israël | Ligat Ha'Al     | 34         | 2          | 2     | 0     | —              | —              | 36     | 2      |
| 2022/23 | Maccabi Netanja | Vlag van Israël | Ligat Ha'Al     | 28         | 6          | 6     | 2     | —              | —              | 34     | 8      |
| 2023/24 | KAA Gent        | Vlag van België | Eerste klasse A | 7          | 0          | 0     | 0     | 5              | 1              | 12     | 1      |
| Totaal  | Totaal          | Totaal          | Totaal          | 107        | 9          | 10    | 0     | 5              | 1              | 122    | 10     |

## Interlandcarrière
Hij maakt sinds 2021 deel uit van Israël onder-21 .
Gandelman debuteerde op 12 november 2021 bij het Israëlische nationale team in een 4-2 verlies tegen Oostenrijk voor de kwalificatie van de FIFA Wereldbeker 2020.